# Naturschutzgebiet Nottkleff
Das Naturschutzgebiet Nottkleff ist ein 22 ha großes Naturschutzgebiet (NSG) nördlich von Dahlerbrück im Gemeindegebiet von Schalksmühle im Märkischen Kreis in Nordrhein-Westfalen. Das NSG wurde 2015 von der Bezirksregierung Arnsberg per Verordnung als NSG ausgewiesen. Es handelt sich um das einzige NSG im Gemeindegebiet von Schalksmühle. Im Osten reicht das NSG direkt bis an Siedlungsbereiche und die Volme. Ein Eisenbahntunnel der Volmetal-Bahn liegt unter dem NSG.

## Gebietsbeschreibung
Bei dem NSG handelt es sich um einen Waldbereich mit alten Buchen- und Eichen-Buchenwäldern. Im NSG befinden sich sehr steile Hangbereiche mit Schluchtwaldrelikten. Ein naturnaher, erlengesäumter Quellbach und mehrere Silikat-Felsbereiche gehören zum Gebiet. Im Randbereich bei Schlüchtern finden sich artenreiche Nass- und Feuchtgrünlandbereiche. Auch eine orchideenreiche Nasswiese und ein Sickerquellenkomplex befinden sich in diesen Bereich des NSG. 